# Silvio Boarin
Silvio Boarin (* 25. Oktober 1967 in Cavarzese) ist ein ehemaliger italienischer Radrennfahrer und nationaler Meister im Radsport.

## Sportliche Laufbahn
Boarin war Bahnradsportler. 1985 vertrat er Italien bei den UCI-Bahn-Weltmeisterschaften der Junioren im 1000-Meter-Zeitfahren und gewann dort den Titel. 1986 und 1987 gewann er die nationale Meisterschaft im 1000-Meter-Zeitfahren. 1987 wurde er nationaler Meister im Tandemrennen mit Gabriele Sella als Partner.
1986, 1987 und 1990 wurde er jeweils Achter bei den UCI-Bahn-Weltmeisterschaften.